# Voces Ceibes
Voces Ceibes fue un colectivo musical que desarrolló su actividad entre 1968 y 1974, integrado por un grupo de cantantes dedicados a la canción social y de protesta en lengua gallega. 

## Historia

### Formación
Voces Ceibes comenzó a formarse con ocasión del  concierto que el 9 de mayo de 1967 ofreció Raimon en el estadio universitario de Santiago de Compostela. En aquella época existía un movimiento de canción protesta en la mayor parte del mundo occidental, y especialmente  en España, por lo que el recital de Raimon sirvió de incentivo para  que un grupo de jóvenes de la Universidad de Santiago,  que se dedicaban a esta modalidad musical en gallego, se pusieran en contacto y comenzasen a organizarse como colectivo.
La primera aparición pública del colectivo musical tuvo lugar un año después, en un recital de música gallega organizado en el paraninfo de la facultad de Medicina de la Universidad de Santiago de Compostela el 26 de abril de 1968. El organizador y presentador del acto fue el Delegado de Actividades Culturales de la Facultad de Medicina, quien con el tiempo llegaría a ser catedrático de la misma, Manuel Pombo Arias, y que aquel día diría: “Nos hoxe ainda non temos voto, pero xa temos voz (Nosotros hoy aún no tenemos voto, pero ya tenemos voz)”. El recital tuvo un gran poder de convocatoria, al acudir más de 2.000 personas, y una gran repercusión en el ámbito universitario, lo que consolidó al grupo.

En este primer concierto participaron Benedicto con las canciones "Eu son a voz do pobo", "Un home", "Loitemos" y "Carta a Fuco Buxán"; Xavier del Valle  con "Monólogo do vello traballador", "María Soliña", "Romance incompleto" e "Longa noite de pedra"; Guillermo Rojo con "Quen tivera vinte anos", "Tirade ao chan os fusiles", "A vós irmáns", "Señor, eu fun poeta"; Xerardo Moscoso con "Deuda cumprida" e "Réquiem Nº II" e Vicente Araguas 

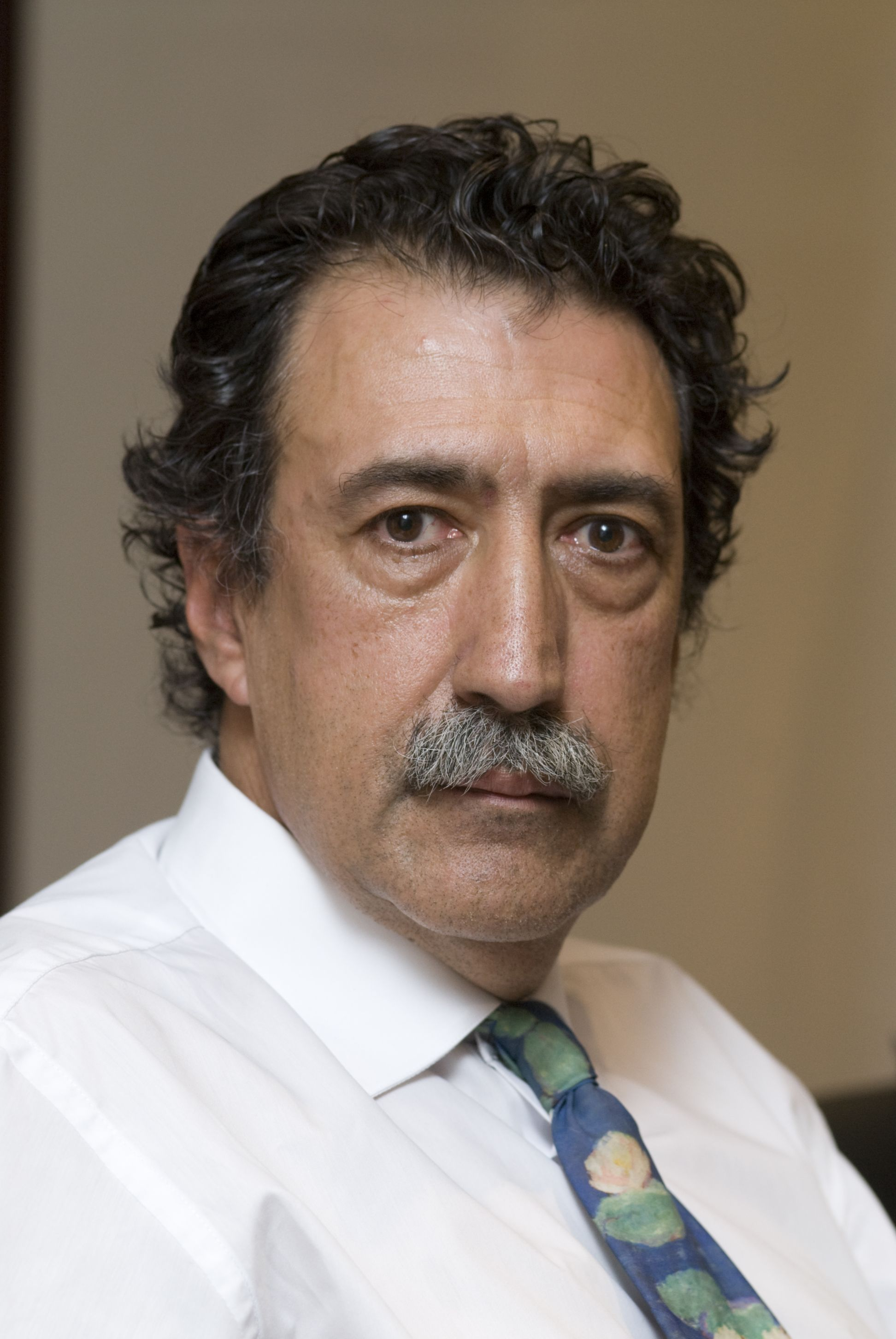
Vicente Araguas

con "Comunión", "A cea" e "Eles non sabían cantar". Los poemas de Celso Emilio Ferreiro constituían las letras de la mayor parte de las canciones, además de  algunas composiciones propias.

En mayo de ese  año se realizó una reunión en  Santiago para organizar formalmente el nuevo colectivo de canción gallega, a la que acudieron Vicente Araguas, Benedicto, Xavier, Xerardo Moscoso y Alfredo Conde, acordándose utilizar  la denominación de Voces Ceibes (Voces libres).

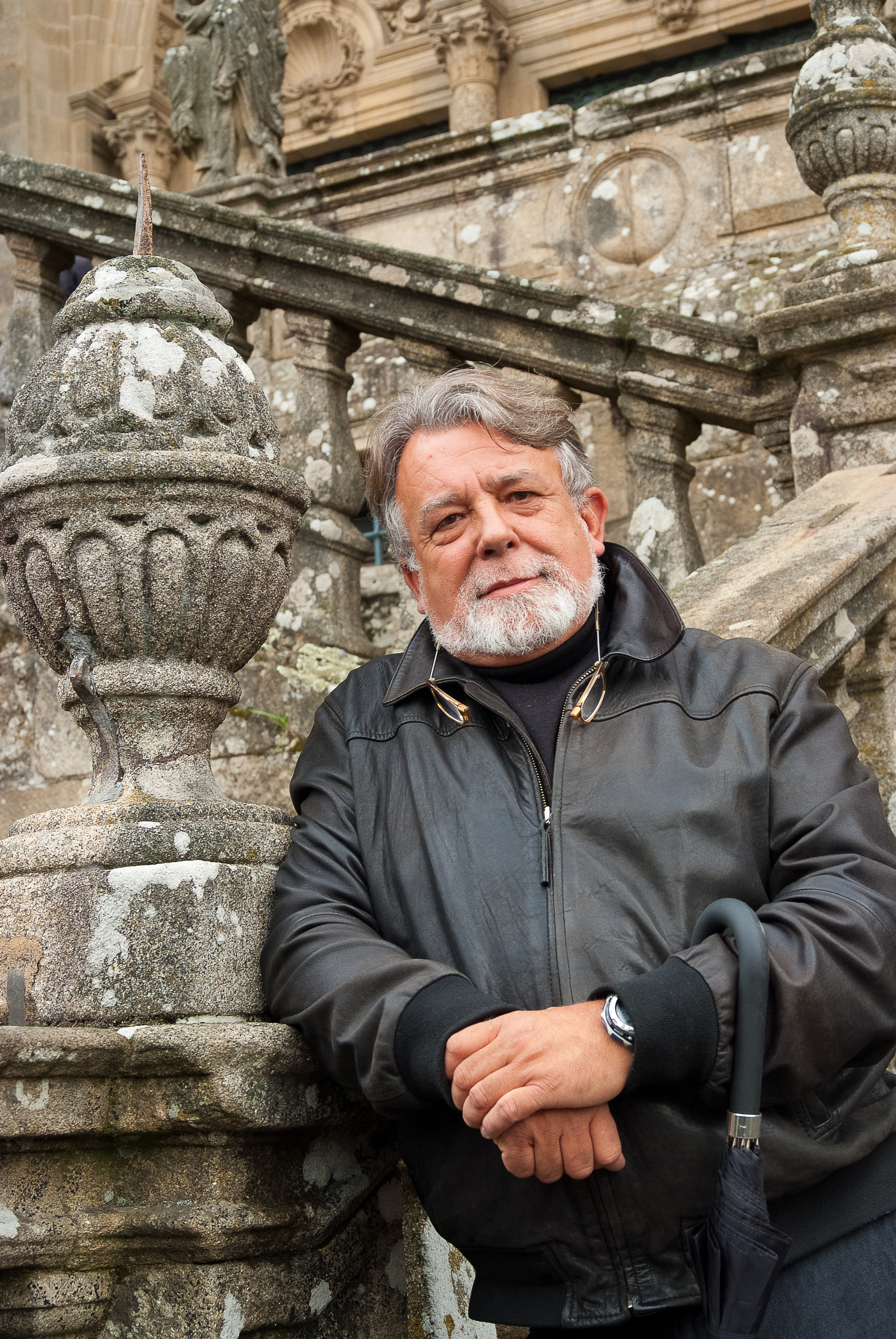
Alfredo Conde

### Consolidación
En junio de 1968, se llegó a un acuerdo con una editorial musical de Barcelona para publicar los primeros  discos, que se grabaron a partir de ese otoño,  editándose diez singles de los diversos componentes del grupo.
Ese mismo año, en  octubre, se realizaron diversas actuaciones en varias localidades gallegas (Vigo, Orense, La Coruña, Ferrol, Pontevedra...) y el 1 de diciembre tuvo lugar la actuación más importante, en el teatro Capitol de Santiago. En ella tocaron Benedicto, Xavier del Valle, Guillermo Rojo, Xerardo Moscoso, Vicente Araguas y  Miro Casabella. A esta actuación asistió el que sería con el tiempo primer presidente  de la Junta de Galicia, Xerardo Fernández Albor. Asimismo comenzaron las actuaciones en televisión, interviniendo en Estudio abierto, un programa de Televisión Española, presentado por José María Íñigo.
El 25 de enero de 1969 el Gobierno declaró el estado de excepción, lo  que supuso la paralización de los recitales en España, aunque poco después Voces Ceibes actuó en París.  En la primavera de 1971 entraron en el grupo Suso Vaamonde y Bibiano.
En 1972 los componentes de Voces Ceibes participaron en la grabación del disco colectivo Cerca de mañana con Lluís Llach, Elisa Serna, Julia León, Pablo Guerrero, Xavier Ribalta, Imanol Larzábal, Adolfo Celdrán y Juanele.

### Disolución
Las disensiones internas y los cambios políticos  hicieron que el grupo se disolviese en diciembre de 1974.

## Componentes

### Iniciales
- Benedicto
- Xavier
- Guillermo Rojo
- Xerardo Moscoso
- Vicente Araguas
- Margarita Valderrama
- Alfredo Conde

### Posteriores
- Miro Casabella
- Xaime Barreiro Gil
- Tino Álvarez
- Suso Vaamonde
- Bibiano